# Juliane von Friesen
Juliane Freifrau von Friesen (* 29. November 1950 in Berlin) ist eine deutsche Wirtschaftsjuristin und parteilose Politikerin.

## Leben
Friesens Eltern waren Eva Wagner und Otto Heinrich von Friesen. Sie studierte Rechtswissenschaften an der Freien Universität Berlin und legte das erste Staatsexamen ab. Während ihres Studiums war sie wissenschaftliche Mitarbeiterin am Institut für Deutsches und Europäisches Arbeits-, Sozial- und Wirtschaftsrecht der Freien Universität Berlin. Außerdem absolvierte sie ein Ergänzungsstudium der Betriebswirtschaftslehre. Von 1980 bis 1992 arbeitete von Friesen bei OTIS in Berlin und anschließend bei der Vereinigte Energiewerke AG.
Im Mai 1999 erhielt von Friesen für ihre Arbeit als Vorsitzende des Ausschusses für Arbeitsmarkt und Sozialwirtschaft der Industrie- und Handelskammer zu Berlin das Bundesverdienstkreuz am Bande, 2011 die Erhöhung zur 1. Klasse. Inzwischen ist sie als Personal- und Unternehmensberaterin tätig.

## Öffentliche Ämter
Sie war ehrenamtliche Richterin am Landesarbeitsgericht Berlin-Brandenburg sowie am Landessozialgericht Berlin-Brandenburg.
Von Juni 2001 bis Januar 2002 war sie im Senat Wowereit I für Bündnis 90/Die Grünen die Senatorin für Wirtschaft und Technologie des Landes Berlin.